# 唐纳尔·托马斯

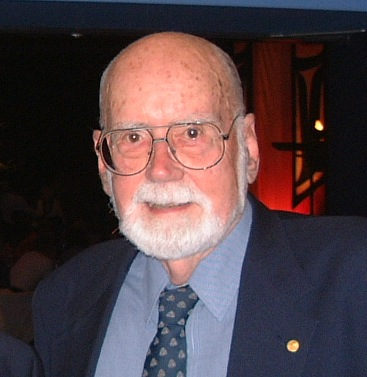
唐納爾‧湯瑪斯的照片

爱德华·唐纳尔·托马斯（英語：Edward  Donnall Thomas，1920年3月15日—2012年10月20日），美国医生。

## 生平
曾任西雅图华盛顿大学大学教授。他曾任西雅图弗雷德·哈金森癌症研究中心（英語：Fred Hutchinson Cancer Research Center）临床研究部主任。1990年，与约瑟夫·默里一起由于在“人体器官和细胞移植的研究”的贡献而获得诺贝尔生理学或医学奖。